# Microstigmata amatola
Microstigmata amatola is een spinnensoort uit de familie Microstigmatidae. De soort komt voor in Zuid-Afrika.